# Volker Wolff
Volker Wolff (* 11. Juni 1951 in Bad Rothenfelde) ist ein deutscher Wirtschaftsjournalist und Journalismuslehrer.

## Leben
Nach dem Abitur 1969 am Beethoven-Gymnasium Bonn studierte er Betriebswirtschaftslehre an der Universität zu Köln (Diplom-Kaufmann). 1978 wurde er mit der Dissertation Marktbearbeitungsstrategien des Versicherungsunternehmens zum Dr. rer. pol. promoviert. Er war dann Assistent des Vorstandsvorsitzenden der Colonia Versicherung. 1980 wurde er Redakteur beim Handelsblatt in Düsseldorf und nach kurzer Unterbrechung 1985 bei Capital. Er übte dort die Funktion eines Ressortleiters aus und wechselte schließlich 1991 als Chefredakteur zur Wirtschaftswoche.
Von 1995 bis 2014 war er Professor am Journalistischen Seminar der Johannes Gutenberg-Universität Mainz. Er war zwischenzeitlich auch Dekan und Prodekan (Sozialwissenschaften, Medien und Sport). Von 1998 bis 2000 war er Geschäftsführender Leiter des Instituts für Publizistik in Mainz. Von 2001 bis 2008 gab er die Fachzeitschrift Wirtschaftsjournalist heraus.
Wolff war Mitglied des Kuratoriums der Stiftung Rheinland-Pfalz für Innovation und Beiratsmitglied der HUK-Coburg. Von 2003 bis Ende 2014 war er Kuratoriumsmitglied der Demokratie-Stiftung der Universität zu Köln und ist seit 2012 Verwaltungsratsmitglied der Stiftung Warentest.

## Schriften (Auswahl)

### Monografien
- Marktbearbeitungsstrategien des Versicherungsunternehmens (= Schriftenreihe des Instituts für Versicherungswissenschaft an der Universität zu Köln, Heft 35). Duncker & Humblot, Berlin 1979, ISBN 3-428-04341-3.
- ABC des Zeitungs- und Zeitschriftenjournalismus (= Reihe Praktischer Journalismus, Band 67). UVK Verlagsgesellschaft, Konstanz 2006, ISBN 3-89669-578-9. (2. Auflage, 2011)
- mit Dominik Bartoschek: Vorsicht Schleichwerbung! UVK Verlagsgesellschaft, Konstanz 2010, ISBN 978-3-86764-210-1.

### Herausgeberschaften
- mit Hans-Peter Mehring: Festschrift für Dieter Farny. zur Vollendung seines 60. Lebensjahres von seinen Schülern. Verlag Versicherungswirtschaft, Karlsruhe 1994, ISBN 3-88487-405-5.
- mit Lothar Rolke: Wie die Medien die Wirklichkeit steuern und selber gesteuert werden. Westdeutscher Verlag, Opladen u. a. 1999, ISBN 3-531-13398-5.
- mit Lothar Rolke: Finanzkommunikation. Kurspflege durch Meinungspflege. Die neuen Spielregeln am Aktienmarkt. F.A.Z.-Institut, Frankfurt am Main 2000, ISBN 3-934191-36-3.
- mit Lothar Rolke: Der Kampf um die Öffentlichkeit. Wie das Internet die Macht zwischen Medien, Unternehmen und Verbrauchern neu verteilt. Luchterhand, Neuwied u. a. 2002, ISBN 3-472-05042-X.
- mit Lothar Rolke: Die Meinungsmacher in der Mediengesellschaft. Deutschlands Kommunikationseliten aus der Innensicht. Westdeutscher Verlag, Wiesbaden 2003, ISBN 3-531-14089-2.
- mit Gabriele Reckinger: Finanzjournalismus. UVK, Konstanz 2011, ISBN 3-86764-253-2.